# Tour de France Femmes 2023/8. Etappe
Die 8. Etappe der Tour de France Femmes 2023 wird am 30. Juli 2023 ausgetragen. Die Etappe wird als Einzelzeitfahren über 22,6 Kilometer mit Start und Ziel in Pau ausgetragen. 

## Ergebnisse
| \| Etappenergebnis \| Etappenergebnis \| Etappenergebnis \| Etappenergebnis \| Etappenergebnis \| \| Fahrer \| Fahrer \| Land \| Team \| Zeit \| \| --------------- \| -------------------- \| --------------- \| ------------------ \| --------------- \| \| 1. \| Marlen Reusser \| Schweiz \| SD Worx \| 29 min 15 s \| \| 2. \| Demi Vollering \| Niederlande \| SD Worx \| + 10 s \| \| 3. \| Lotte Kopecky \| Belgien \| SD Worx \| + 38 s \| \| 4. \| Grace Brown \| Australien \| FDJ-Suez \| + 40 s \| \| 5. \| Riejanne Markus \| Niederlande \| Team Jumbo-Visma \| + 50 s \| \| 6. \| Juliette Labous \| Frankreich \| Team dsm-firmenich \| + 1 min 17 s \| \| 7. \| Olivia Baril \| Kanada \| UAE Team ADQ \| + 1 min 18 s \| \| 8. \| Vittoria Guazzini \| Italien \| FDJ-Suez \| + 1 min 21 s \| \| 9. \| Katarzyna Niewiadoma \| Polen \| Canyon-SRAM Racing \| + 1 min 23 s \| \| 10. \| Lucinda Brand \| Niederlande \| Lidl-Trek \| + 1 min 30 s \| |                      |             |                    |              |
| |                      |             |                    |              |
| Quelle: ProCyclingStats |                      |             |                    |              |
| Etappenergebnis |                      |             |                    |              |
| Fahrer | Fahrer               | Land        | Team               | Zeit         |
| 1. | Marlen Reusser       | Schweiz     | SD Worx            | 29 min 15 s  |
| 2. | Demi Vollering       | Niederlande | SD Worx            | + 10 s       |
| 3. | Lotte Kopecky        | Belgien     | SD Worx            | + 38 s       |
| 4. | Grace Brown          | Australien  | FDJ-Suez           | + 40 s       |
| 5. | Riejanne Markus      | Niederlande | Team Jumbo-Visma   | + 50 s       |
| 6. | Juliette Labous      | Frankreich  | Team dsm-firmenich | + 1 min 17 s |
| 7. | Olivia Baril         | Kanada      | UAE Team ADQ       | + 1 min 18 s |
| 8. | Vittoria Guazzini    | Italien     | FDJ-Suez           | + 1 min 21 s |
| 9. | Katarzyna Niewiadoma | Polen       | Canyon-SRAM Racing | + 1 min 23 s |
| 10. | Lucinda Brand        | Niederlande | Lidl-Trek          | + 1 min 30 s |

## Gesamtstände
| \| Gesamtwertung \| Gesamtwertung \| Gesamtwertung \| Gesamtwertung \| Gesamtwertung \| \| Fahrer \| Fahrer \| Land \| Team \| Zeit \| \| ------------- \| --------------------- \| ------------- \| ------------------------------ \| ---------------- \| \| 1. \| Demi Vollering \| Niederlande \| SD Worx \| 25 h 17 min 35 s \| \| 2. \| Lotte Kopecky \| Belgien \| SD Worx \| + 3 min 03 s \| \| 3. \| Katarzyna Niewiadoma \| Polen \| Canyon-SRAM Racing \| + 3 min 03 s \| \| 4. \| Annemiek van Vleuten \| Niederlande \| Movistar Team \| + 3 min 59 s \| \| 5. \| Juliette Labous \| Frankreich \| Team dsm-firmenich \| + 4 min 48 s \| \| 6. \| Ashleigh Moolman \| Südarfika \| AG Insurance-Soudal Quick-Step \| + 5 min 21 s \| \| 7. \| Cecilie Uttrup Ludwig \| Dänemark \| FDJ-Suez \| + 9 min 09 s \| \| 8. \| Ane Santesteban \| Spanien \| Team Jayco AlUla \| + 9 min 36 s \| \| 9. \| Ricarda Bauernfeind \| Deutschland \| Canyon-SRAM Racing \| + 9 min 56 s \| \| 10. \| Amanda Spratt \| Australien \| Lidl-Trek \| + 10 min 14 s \| |                       |             |                                |                  |
| |                       |             |                                |                  |
| Quelle: ProCyclingStats |                       |             |                                |                  |
| Gesamtwertung |                       |             |                                |                  |
| Fahrer | Fahrer                | Land        | Team                           | Zeit             |
| 1. | Demi Vollering        | Niederlande | SD Worx                        | 25 h 17 min 35 s |
| 2. | Lotte Kopecky         | Belgien     | SD Worx                        | + 3 min 03 s     |
| 3. | Katarzyna Niewiadoma  | Polen       | Canyon-SRAM Racing             | + 3 min 03 s     |
| 4. | Annemiek van Vleuten  | Niederlande | Movistar Team                  | + 3 min 59 s     |
| 5. | Juliette Labous       | Frankreich  | Team dsm-firmenich             | + 4 min 48 s     |
| 6. | Ashleigh Moolman      | Südarfika   | AG Insurance-Soudal Quick-Step | + 5 min 21 s     |
| 7. | Cecilie Uttrup Ludwig | Dänemark    | FDJ-Suez                       | + 9 min 09 s     |
| 8. | Ane Santesteban       | Spanien     | Team Jayco AlUla               | + 9 min 36 s     |
| 9. | Ricarda Bauernfeind   | Deutschland | Canyon-SRAM Racing             | + 9 min 56 s     |
| 10. | Amanda Spratt         | Australien  | Lidl-Trek                      | + 10 min 14 s    |

| Punktewertung | Punktewertung        | Punktewertung | Punktewertung                  | Punktewertung |
| Fahrer        | Fahrer               | Land          | Team                           | Punkte        |
| ------------- | -------------------- | ------------- | ------------------------------ | ------------- |
| 1.            | Lotte Kopecky        | Belgien       | SD Worx                        | 243 P.        |
| 2.            | Ashleigh Moolman     | Südarfika     | AG Insurance-Soudal Quick-Step | 153 P.        |
| 3.            | Demi Vollering       | Niederlande   | SD Worx                        | 97 P.         |
| 4.            | Ricarda Bauernfeind  | Deutschland   | Canyon-SRAM Racing             | 81 P.         |
| 5.            | Emma Norsgaard       | Dänemark      | Movistar Team                  | 67 P.         |
| 6.            | Katarzyna Niewiadoma | Polen         | Canyon-SRAM Racing             | 66 P.         |
| 7.            | Liane Lippert        | Deutschland   | Movistar Team                  | 64 P.         |
| 8.            | Marlen Reusser       | Schweiz       | SD Worx                        | 61 P.         |
| 9.            | Yara Kastelijn       | Niederlande   | Fenix-Deceuninck               | 60 P.         |
| 10.           | Annemiek van Vleuten | Niederlande   | Movistar Team                  | 59 P.         |

| Bergwertung | Bergwertung              | Bergwertung | Bergwertung                    | Bergwertung |
| Fahrer      | Fahrer                   | Land        | Team                           | Punkte      |
| ----------- | ------------------------ | ----------- | ------------------------------ | ----------- |
| 1.          | Katarzyna Niewiadoma     | Polen       | Canyon-SRAM Racing             | 27 P.       |
| 2.          | Yara Kastelijn           | Niederlande | Fenix-Deceuninck               | 23 P.       |
| 3.          | Demi Vollering           | Niederlande | SD Worx                        | 19 P.       |
| 4.          | Anouska Koster           | Niederlande | Uno-X Pro Cycling Team         | 19 P.       |
| 5.          | Annemiek van Vleuten     | Niederlande | Movistar Team                  | 18 P.       |
| 6.          | Kathrin Hammes           | Deutschland | EF Education-TIBCO-SVB         | 11 P.       |
| 7.          | Ashleigh Moolman         | Südarfika   | AG Insurance-Soudal Quick-Step | 11 P.       |
| 8.          | Juliette Labous          | Frankreich  | Team dsm-firmenich             | 10 P.       |
| 9.          | Julie Van de Velde       | Belgien     | Fenix-Deceuninck               | 9 P.        |
| 10.         | Agnieszka Skalniak-Sójka | Polen       | Canyon-SRAM Racing             | 8 P.        |

| Nachwuchswertung | Nachwuchswertung    | Nachwuchswertung       | Nachwuchswertung               | Nachwuchswertung |
| Fahrer           | Fahrer              | Land                   | Team                           | Zeit             |
| ---------------- | ------------------- | ---------------------- | ------------------------------ | ---------------- |
| 1.               | Cédrine Kerbaol     | Frankreich             | Ceratizit-WNT Pro Cycling      | 25 h 30 min 02 s |
| 2.               | Ella Wyllie         | Neuseeland             | Lifeplus Wahoo                 | + 3 min 08 s     |
| 3.               | Eleonora Gasparrini | Italien                | UAE Team ADQ                   | + 23 min 06 s    |
| 4.               | Léa Curinier        | Frankreich             | Team dsm-firmenich             | + 28 min 05 s    |
| 5.               | Alice Towers        | Vereinigtes Königreich | Canyon-SRAM Racing             | + 32 min 10 s    |
| 6.               | Caroline Andersson  | Schweden               | Liv Racing TeqFind             | + 32 min 46 s    |
| 7.               | Silke Smulders      | Niederlande            | Liv Racing TeqFind             | + 32 min 58 s    |
| 8.               | Julia Borgström     | Schweden               | AG Insurance-Soudal Quick-Step | + 33 min 28 s    |
| 9.               | Julie De Wilde      | Belgien                | Fenix-Deceuninck               | + 57 min 40 s    |
| 10.              | Nina Berton         | Luxemburg              | Ceratizit-WNT Pro Cycling      | + 57 min 41 s    |

| Mannschaftswertung | Mannschaftswertung                  | Mannschaftswertung           | Mannschaftswertung |
| Team               | Team                                | Land                         | Zeit               |
| ------------------ | ----------------------------------- | ---------------------------- | ------------------ |
| 1.                 | SD Worx                             | Niederlande                  | 76 h 17 min 38 s   |
| 2.                 | Canyon-SRAM Racing                  | Deutschland                  | + 12 min 05 s      |
| 3.                 | Movistar Team                       | Spanien                      | + 18 min 03 s      |
| 4.                 | FDJ-Suez                            | Frankreich                   | + 19 min 40 s      |
| 5.                 | UAE Team ADQ                        | Vereinigte Arabische Emirate | + 31 min 26 s      |
| 6.                 | AG Insurance-Soudal Quick-Step Team | Belgien                      | + 35 min 53 s      |
| 7.                 | Team Jumbo-Visma                    | Niederlande                  | + 44 min 26 s      |
| 8.                 | Lidl-Trek                           | Vereinigte Staaten           | + 47 min 31 s      |
| 9.                 | Team DSM-Firmenich                  | Niederlande                  | + 50 min 20 s      |
| 10.                | Israel-Premier Tech Roland          | Schweiz                      | + 57 min 29 s      |